# Biełyj Kołodieź (rejon szebiekiński)
Biełyj Kołodieź (ros. Белый Колодезь) – wieś w Rosji, w obwodzie biełgorodzkim, w rejonie szebiekińskim. W 2010 liczyła 420 mieszkańców.